# Belören (Yüreğir)
Belören ist ein Ortsteil (Mahalle) im Landkreis Yüreğir der türkischen Provinz Adana mit 641 Einwohnern (Stand: Ende 2024). Im Jahr 2011 hatte der Ort 765 Einwohner. Im Dorf befindet sich eine Grundschule. Trink- und Abwassersystem sind auch vorhanden.